# Gutamålsgillet
Gutamålsgillet är en gotländsk förening som enligt sina stadgar skall främja forskningen kring och vården av det uråldriga gotländska språket - gutamålet. Gillet bildades 1945 och hade 260 medlemmar år 2008. Ordförande är Tommy Wahlgren.
Gutamålsgillet har givit ut en bok med brev skrivna på gutamål. Medlemmar i föreningen har under flera år medverkat i ett återkommande radioprogram i SR P4 Gotland om gutamål. Gutamålsgillet har tagit fram läromedel om och på gutamål. Föreningens medlemmar brukar även medverka vid de gotländska skolornas temadagar om gutamål.
Föreningen startades på grund av att grundarna var rädda att gutamål skulle glömmas bort i framtiden. Under andra världskriget var det mycket fokus på kriget. När kriget var över bestämde ett antal personer att man skulle grunda föreningen Gutamålsgillet.